# Немецкий собор
Немецкий собор (нем. Deutscher Dom) — собор на берлинской площади Жандарменмаркт, одна из достопримечательностей города. «Немецкий собор» — в узком смысле название построенной в 1780—1785 годах купольной башни над Немецкой церковью, которая впрочем никогда не выполняла сакральных функций, а в широком смысле — название всего архитектурного комплекса Немецкой церкви и купольной башни.
Немецкая церковь в стиле барокко была построена в 1701—1708 годах по проекту Мартина Грюнберга на Швейцарском кладбище лютеранской общины берлинского Фридрихштадта. Купольная башня в облике церкви появилась вместе с Французским собором в ходе масштабной реконструкции площади Жандарменмаркт, предпринятой по приказу короля Пруссии Фридриха II архитектором Карлом фон Гонтардом.
Образцом для градостроительного решения берлинской площади послужила площадь Пьяцца-дель-Пополо в Риме с церквями-близнецами, украшенными куполами. Сами купольные башни обязаны своим появлением палладианизму и возводившейся в то время в Париже архитектором Жак-Жерменом Суффло церкви Св. Женевьевы, нынешнему Пантеону.
В 1881—1882 годах большая часть пришедшей в ветхость церкви была снесена и восстановлена в стиле необарокко по проекту архитектурного бюро «Von der Hude & Hennicke».
Разрушенный пожаром в 1943 году Немецкий собор был восстановлен в 1982—1996 годах. В результате сделки мены земельных участков сооружение перешло в собственность государства. С 2002 года в здании работает выставка германского бундестага, посвящённая истории парламентской демократии в Германии.